# Алберола (Савона)
Алберола (итал. Alberola) је насеље у Италији у округу Савона, региону Лигурија.
Према процени из 2011. у насељу је живело 11 становника. Насеље се налази на надморској висини од 967 м.